# Віллістон (Південна Кароліна)
Віллістон (англ. Williston) — місто (англ. town) в США, в окрузі Барнвелл штату Південна Кароліна. Населення — 2877 осіб (2020).

## Географія
Віллістон розташований за координатами 33°24′6″ пн. ш. 81°25′19″ зх. д. / 33.40167° пн. ш. 81.42194° зх. д. (33.401663, -81.421899).  За даними Бюро перепису населення США в 2010 році місто мало площу 23,35 км², з яких 23,19 км² — суходіл та 0,16 км² — водойми.

## Демографія
Згідно з переписом 2010 року, у місті мешкало 3139 осіб у 1308 домогосподарствах у складі 818 родин. Густота населення становила 134 особи/км².  Було 1474 помешкання (63/км²).
Расовий склад населення:
| - 54,0 % — чорних або афроамериканців - 43,3 % — білих - 0,8 % — корінних американців - 0,2 % — азіатів |

До двох чи більше рас належало 1,4 %. Частка іспаномовних становила 1,1 % від усіх жителів.
За віковим діапазоном населення розподілялося таким чином: 25,9 % — особи молодші 18 років, 57,3 % — особи у віці 18—64 років, 16,8 % — особи у віці 65 років та старші. Медіана віку мешканця становила 39,5 року. На 100 осіб жіночої статі у місті припадало 88,2 чоловіків;  на 100 жінок у віці від 18 років та старших — 80,7 чоловіків також старших 18 років.
Середній дохід на одне домашнє господарство  становив 38 909 доларів США (медіана — 24 630), а середній дохід на одну сім'ю — 53 099 доларів (медіана — 43 550). За межею бідності перебувало 33,9 % осіб, у тому числі 47,1 % дітей у віці до 18 років та 16,4 % осіб у віці 65 років та старших.
Цивільне працевлаштоване населення становило 897 осіб. Основні галузі зайнятості: освіта, охорона здоров'я та соціальна допомога — 23,5 %, виробництво — 23,2 %, роздрібна торгівля — 12,8 %, фінанси, страхування та нерухомість — 10,4 %.